# Angeli alla sbarra
Angeli alla sbarra (Domaren) è un film svedese del 1960 diretto da Alf Sjöberg.
Il film è l'adattamento del dramma teatrale omonimo di Vilhelm Moberg messo in scena nel 1957.
Il film è stato presentato in concorso al Festival di Cannes 1961 e al Festival di Mosca del 1961.

## Trama
Il giovane poeta Krister ritorna dalle vacanze, trascorse  in Italia in compagnia della fidanzata Brita; il suo tutore, un giudice, prima lo priva della sua eredità poi lo fa rinchiudere in manicomio. Nell'ospedale psichiatrico il giovane continua a comporre poesie suscitando l'entusiasmo dello psichiatra che lo ha in cura. Nel frattempo Brita si prodiga perché sia resa giustizia al fidanzato. Il lieto fine si verifica grazie a una vecchietta, insegnante di musica, la quale riesce a registrare con l'aiuto di un magnetofono una conversazione che smaschera le trame del giudice, permettendo così al poeta di rientrare «in possesso della fidanzata, e probabilmente anche dei suoi beni».

## Critica
Viktor Šklovskij, che fu un illustre critico letterario e sceneggiatore, ricorda questo film nella sua opera autobiografica C'era una volta a proposito di due poeti futuristi russi da lui conosciuti in gioventù: Majakovskij e Chlebnikov. Šklovskij giudica questo film «un'opera di talento», sebbene «narrato in modo convenzionale e parodistico». A giudizio di Šklovskij, il brano più efficace del film è la rappresentazione del manicomio, soprattutto allorquando il giovane scrive poesie sulle rondini («È il cuore del film, dove non c'è ironia ma ispirazione»).